# William Palmer (assassino)
William Palmer (6 de agosto de 1824 – 14 de junho de 1856), também conhecido como o Envenenador Rugeley ou o Príncipe dos Envenenadores, foi um médico inglês considerado culpado de assassinato em um dos casos mais notórios do século XIX. Charles Dickens, chamou Palmer de: "o maior vilão que já esteve em Old Bailey".
Palmer foi condenado pelo assassinato de John Cook em 1855 e executado no ano seguinte. Ele havia envenenado Cook com estricnina e era suspeito de envenenar várias outras pessoas, incluindo seu irmão, sua sogra, bem como quatro de seus filhos, que morreram de "convulsões" antes de seu primeiro aniversário. Palmer obteve grandes somas de dinheiro com as mortes de sua esposa e irmão, recebendo o seguro de vida, e ao fraudar sua rica mãe em milhares de libras. No entanto, perdeu tudo através de apostas em cavalos.